# Vickie Guerrero
Vickie Lynn Benson (născută Lara, anterior Guerrero, n. 16 aprilie 1968) este o personalitate din WWE, fostă luptătoare profesionistă de wrestling.
Este soția răposatului Eddie Guerrero și mătușa lui Chavo Guerrero. A apărut în WWE din 2005, în timpul conflictului dintre Eddie și Rey Mysterio. După moartea lui Eddie, l-a însoțit pe Chavo în ring în repetate rânduri. În 2007 a devenit manager general al SmackDown!-ului, profitând de accidentul lui Theodore Long. A început o relație cu Edge, căruia i-a acordat multe șanse la titlul mondial. Apoi, a avut conflicte cu Undertaker, Batista și Triple H, pe care i-a dezavantajat cum a putut. În 2009 a ajuns managerul ambelor brand-uri (RAW, SmackDown!), după care, doar al RAW-ului. A câstigat titlul de Miss WrestleMania în fața Santinei Marella, pe care, însă, l-a pierdut la Extreme Rules 2009. Nemulțumită de atitudinea fanilor față de ea, Vickie a demisionat. Imediat după asta, Edge a venit, a recunoscut că s-a prefăcut că o iubește doar pentru a avea titlul mondial și a cerut un divorț.

## Titluri și realizări
- World Wrestling Entertainment
  - Slammy award pentru Cuplul Anului (2008) cu Edge
  - Managerul General al RAW-ului (februarie 2009 - iunie 2009)
  - Managerul General al SmackDown!-ului (2007-2009)
  - Miss WrestleMania (o dată)

Lui Vicky îi place foarte mult să umble cu pantaloni lungi fără pantofi și fără ciorapi

## Viața personală
Vickie s-a măritat cu Eddie Guerrero pe 24 aprilie 1990. Împreună au avut două fiice, Shaun Marie și Sherilyn Amber. Vickie are de asemenea o nepoată numită Kaylie Marie, născută în 2002.